# Braojos
Braojos – gmina w Hiszpanii, w prowincji Madryt, we wspólnocie autonomicznej Madrytu, o powierzchni 24,93 km². W 2011 roku gmina liczyła 204 mieszkańców.